# AGO C.III
L'AGO C.III fu un aereo da ricognizione biplano sviluppato dall'azienda tedesco imperiale AGO Flugzeugwerke GmbH negli anni dieci del XX secolo e rimasto allo stadio di prototipo.

## Storia del progetto
Durante le prime fasi della prima guerra mondiale, l'industria meccanica progredì velocemente nello sviluppo della componentistica sottoposta alle autorità militari tedesco imperiali. Nell'ambito aeronautico grande impulso si ebbe nella produzione di motori che in breve tempo, grazie all'impegno di aziende come la Daimler-Motoren-Gesellschaft (DMG), riuscì a rendere disponibili nuove unità dalla sempre maggiore potenza disponibile.
L'AGO Flugzeugwerke, avuti a disposizione i nuovi Mercedes D.III a 6 cilindri in linea da 160 PS e raffreddati a liquido, sviluppò un modello riproponendo l'impostazione generale dei precedenti C.I e C.II, mantenendo l'insolito aspetto caratterizzato dall'impianto motore in configurazione spingente ed una struttura a doppia trave di coda ma in misure più compatte, abbinando la cellula al nuovo motore.
Una simile configurazione però era oramai considerata superata dai modelli con gruppo motoelica posizionato sul naso del velivolo e alla valutazione della commissione Idflieg non trovò riscontro positivo. Il modello venne rifiutato ed il suo sviluppo interrotto in favore di un modello completamente nuovo, l'AGO C.IV, impostato con quello che diventerà il normale aspetto dei velivoli a seguire, quello con gruppo motoelica traente posizionato nel naso.

## Tecnica

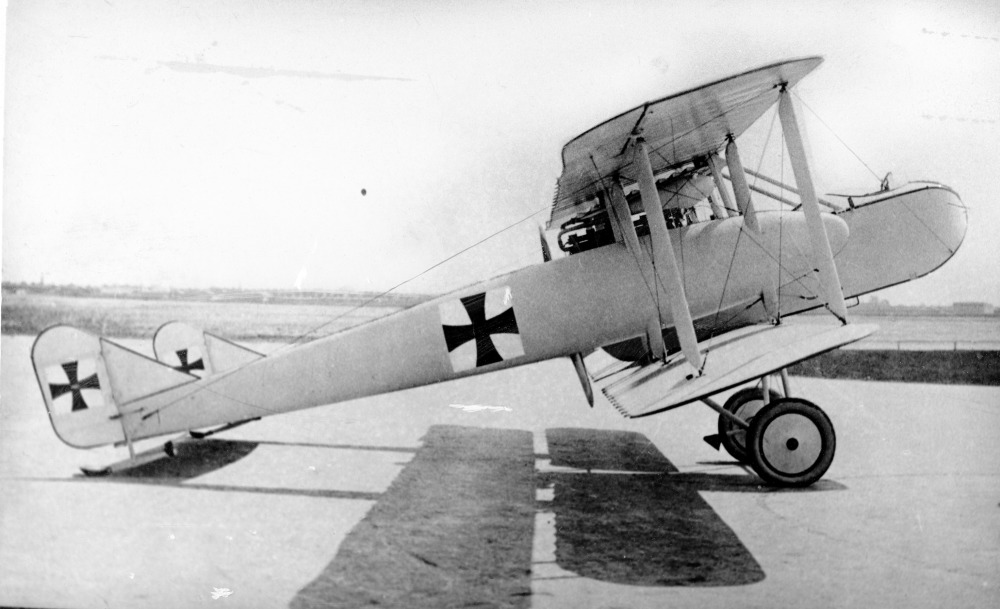
Altra vista del modello.

L'AGO C.III era un velivolo dall'aspetto anticonvenzionale che riproponeva l'impostazione generale dei precedenti C.I e C.II e dei pari ruolo francese Farman MF.11 e del britannico Airco DH.1, biposto monomotore ad elica spingente e carrello fisso, introducendo tuttavia alcune significative differenze.
La gondola centrale, a sezione rettangolare e realizzata con struttura in legno ricoperta di pannelli in compensato e tela trattata, era caratterizzata da due abitacoli aperti in tandem, l'anteriore destinato all'osservatore con funzione anche di mitragliere difensivo ed il posteriore al pilota.
La velatura era del tipo biplano, con piano alare superiore, posizionato alto a parasole, ed inferiore, posizionato basso rispetto alla gondola centrale, dalla medesima apertura, collegati tra loro da una tripla coppia di montanti interalari per lato, con quelli più prossimi al centro che supportavano le due più piccole gondole dei motori, struttura ulteriormente irrobustita da tiranti in cavetto in acciaio. Alla coppia più interna erano collegate le due travi di coda che si prolungavano in altrettanti elementi verticali caratterizzati da una pinna dorsale triangolare abbinata ad un timone, collegati tra loro da un unico piano orizzontale integrato da tiranti.
Il carrello d'atterraggio era un quadriciclo fisso, soluzione molto semplice che permetteva di ridurre il rischio di ribaltamento del velivolo in fase di atterraggio, montato su una struttura tubolare al di sotto della gondola centrale, dotato di ruote di grande diametro, integrato posteriormente con una coppia di pattini d'appoggio ammortizzati posizionati all'apice posteriore di ogni trave di coda.
La propulsione era affidata ad un motore Mercedes D.III, un 6 cilindri in linea raffreddato a liquido in grado di erogare una potenza pari a 160 PS (118 kW), posizionato all'apice posteriore della gondola centrale in configurazione spingente ed abbinato ad un'elica bipala in legno a passo fisso.
L'armamento difensivo previsto era quello standard dell'epoca per i modelli tedesco imperiali, costituito da una singola mitragliatrice Parabellum MG 14 calibro 7,92 mm montata su supporto brandeggiabile ad anello sull'abitacolo anteriore.

## Utilizzatori
Germania
- Luftstreitkräfte (previsto)